# Tracy Brookshaw
Tracy Brookshaw (St. Marys, Ontario, 22 de maio de 1975) é uma lutadora de wrestling profissional canadense. Atua também como manager e juíza de combates. Trabalhou na Total Nonstop Action Wrestling com o ring name de Traci Brooks. Foi liberada pela TNA em 4 de março de 2010.

## Carreira no wrestling
- Circuito independente (2001-2002)
- Total Nonstop Action Wrestling (2003-2010)

## Títulos e prêmios
- 3X Wrestling
  - 3X Wrestling Women's Championship (1 vez)[2]
- All Star Championship Wrestling
  - 2005 ASCW Justice Cup (1 vez vencedora)[3]
- Apocalypse Wrestling Federation
  - AWF Heavyweight Championship (1 vez)
- Coastal Championship Wrestling
  - CCW Women's Championship (1 vez)
- Cyberspace Wrestling Federation
  - CWF His and Hers Tag Team Championship (1 vez) - com Michael Shane[4]
- Downsouth Championship Wrestling
  - DCW Women's Championship (1 vez)
- Ohio Championship Wrestling
  - OCW Women's Championship (1 vez)
- RingDivas Women's Wrestling
  - RingDivas World Championship
- Southern Championship Wrestling
  - SCW Women's Championship (1 vez)
- WWA
  - WWA Women's Championship (1 vez)
- World Xtreme Wrestling
  - 2002 WXW Women's Super (7 vezes a vencedora)